# الطاقة المتجددة في كوستاريكا
وفرّت الطاقة المتجددة في كوستاريكا حوالي 98.1٪ من إنتاج الطاقة الكهربائية للبلاد بأكملها في عام 2016. وكان استهلاك طاقة الوقود الأحفوري يمثل (49.48٪ من إجمالي الطاقة) في عام 2014، مع زيادة الطلب على النفط في السنوات الأخيرة. ففي عام 2014، كانت 99٪ من طاقة البلاد الكهربائية من مصادر الطاقة المتجددة، منها حوالي 80٪ منها من الطاقة الكهرومائية. وفي أول 75 يومًا من عام 2015، وصلت النسبة إلى 100٪ من الطاقة الكهربائية المأخوذة من مصادر الطاقة المتجددة وفي منتصف عام 2016 تم إنجاز هذا العمل على مدى 110 أيام متتالية على الرغم من الظروف الجوية غير المواتية.
ومن جانب تاريخي، فقد أدى القضاء على جيش كوستاريكا عام 1948 إلى تحرير ملايين الدولارات من ميزانية الدفاع الحكومية التي تُستثمر الآن في البرامج الاجتماعية وتوليد الطاقة المتجددة. وبوصفه رئيساً لكوستاريكا في عام 1948، أعلن خوسيه فيغيريس أنه سيتم إعادة تركيز الميزانية العسكرية السابقة للبلاد على وجه التحديد في الرعاية الصحية والتعليم وحماية البيئة.
من الناحية الجغرافية، فتتمتع كوستاريكا بميزة جغرافية على غيرها من حيث أن تركيزها العالي من الأنهار والسدود والبراكين للفرد يسمح بإنتاج طاقة متجددة عالية. بالإضافة إلى ذلك، تعد كوستاريكا رابع أعلى دولة من حيث معدل هطول الأمطار للفرد، إذ يبلغ معدل هطول الأمطار في أراضيها في المتوسط 2926 مم في السنة. كما أنها دولة صغيرة يبلغ عدد سكانها 5 ملايين نسمة فقط، ولا توجد بها صناعة رئيسية، لذا، فإن الحاجة إلى بنية تحتية قوية للطاقة أقل من الحاجة إلى البلدان الأكبر ذات الكثافة السكانية العالية. وفي حين أن أكبر مصدر للطاقة في كوستاريكا هو الطاقة الكهرومائية، فإن المصادر الأخرى تشمل الطاقة الحرارية الأرضية، والكتلة الحيوية، والطاقة الشمسية، وطاقة الرياح.

## استهلاك الطاقة في كوستاريكا
تضاعف الاستهلاك التجاري للطاقة في كوستاريكا ثلاث مرات من 1980 إلى 2009. إذ زاد استهلاك الكهرباء بمقدار 4.2 مرة بسبب انتشار الكهرباء. ووفقًا للبنك الدولي، يحصل 99.5٪ من سكان البلاد على الكهرباء. وفي الوقت نفسه، زاد استهلاك الوقود الأحفوري بمقدار 2.4 مرة بسبب النمو الكبير في عدد المركبات ذات المحركات.
بلغ متوسط النمو السنوي لاستهلاك الهيدروكربونات في العشرين سنة الماضية حوالي 4.7٪ والكهرباء 5.3٪. وبهذا المعدل، سيتضاعف الطلب على الكهرباء خلال 13 عامًا وعلى المحروقات خلال 15 عامًا. وبلغ اعتماد كوستاريكا على الوقود الأحفوري في عام 2009 نسبة 64٪ من الطاقة التجارية بينما نسبة الكهرباء 22٪. وسيتم استكمال الباقي من خلال الكتلة الحيوية (12٪) ومنتجات الطاقة الأخرى (2٪). ووفقًا للبنك الدولي، فانه اعتبارًا من عام 2013 كان نصيب الفرد من استخدام الطاقة في كوستاريكا 1029 كجم من معادل النفط، واستهلاك الطاقة الكهربائية للفرد 1955 كيلوواط ساعة.

## المصادر

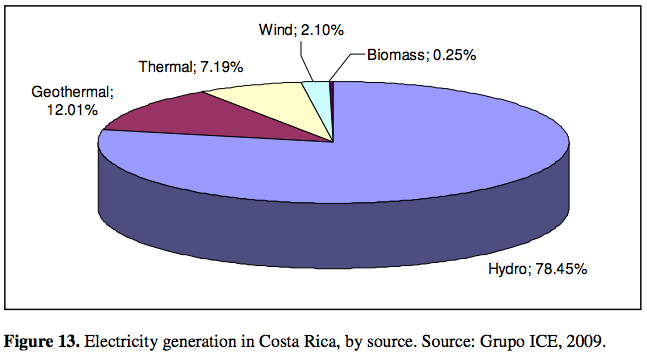
توليد الكهرباء في كوستاريكا حسب المصدر (2009)

### الطاقة الكهرومائية
تتلقى كوستاريكا حوالي 65٪ من طاقتها من محطات الطاقة الكهرومائية وحدها بسبب كميات الأمطار الهائلة وتعدد الأنهار. وبوصفها أكبر مصدر للطاقة، تمثل الطاقة الكهرومائية أهم مصدر للطاقة في البلاد، ولكن بعد افتتاح سدريفينتازون (Reventazon)، المشروع الوحيد الكبير الذي لا يزال في مرحلة التخطيط من قبل (معهد كوستاريكا للكهرباء ‏) هو مشروع El Diquís للطاقة الكهرومائية، والذي عانى من تأخيرات كبيرة بسبب الدراسات البيئية المعلقة والاستشارات المحلية التي يجب أن تجريها الشركة المملوكة للدولة في إطار إجراءات الأمم المتحدة.

## السدود
تشمل أكبر السدود في كوستاريكا سد بحيرة أرينال، وسد بحيرة كاتشي، وسد ريو ماتشو، وسد بيريس، وسد ريفينتازون، ومشروع إل ديكيز للطاقة الكهرومائية المقترح. جرى بناء سد بحيرة أرينال في عام 1979 كأول سد مخصص فقط لاستخدام الطاقة الكهرومائية. ويقع السد على بحيرة أرينال بجوار بركان أرينال الشهير، أحد أهم مناطق الجذب السياحي في كوستاريكا. توفر بحيرة أرينال التي تبلغ مساحتها 33 ميلاً مربعاً ما يكفي من الكهرباء لتشغيل 12٪ من مساحة البلاد. وسدود بحيرة كاتشي وريو ماتشو وبيرس كلها مدعومة من ريو ريفينتازون (نهر ريفينتازون) وروافده.
يقع سد كاتشي على بحيرة اصطناعية تم بناؤها في فترة السبعينيات، وتنتج طاقة تكفي لتشغيل حوالي 330 ألف منزل في كوستاريكا. كما أنها تتحكم في الفيضانات وتوفر أنشطة ترفيهية في البحيرة. في منبع كاتشي، تعمل محطة الطاقة الكهرومائية ريو ماتشو منذ عام 1963 لتوفير الطاقة الكهرومائية لوسط كوستاريكا. وعند مصب النهر، يعتبر سد بيرس أحد أكبر السدود في كوستاريكا ولديه القدرة على تزويد 160.000 منزل بالطاقة. كما يوظف 3,000 كوستاريكي ويوفر مياه الشرب لـ 40٪ من منطقة المدينة الحضرية. مشروع إل ديكيز للطاقة الكهرومائية هو نظام كهرمائي مقترح تخطط كوستاريكا لبناءه كواحد من أكبر محطات الطاقة الكهرومائية في أمريكا الوسطى، ويقع في منطقة جنوب المحيط الهادئ من البلاد ويهدف إلى تزويد البلاد بـ 631 ميجاوات، ما يكفي من الطاقة للوصول إلى مليون مستهلك على الأقل. يقع سد رونتازون الذي تم افتتاحه مؤخرًا،وهو أكبر مشروع لتوليد الطاقة الكهرومائية في أمريكا الوسطى حاليًا،على نهر رونتازون، بمساهمة توليد تبلغ 305.5 ميجاوات في النظام الكهربائي الوطني، وهو ما يكفي لتوفير الكهرباء لأكثر من 500,000 أسرة.

## الطاقة الحرارية الجوفية
الطاقة الحرارية الجوفية هي مصدر طاقة طبيعي يوفر حرارة وطاقة جوفية كمنتج ثانوي للطاقة البركانية. يوجد في كوستاريكا حاليًا ستة براكين نشطة وعشرات البراكين غير النشطة. وعلى عكس العديد من أشكال الطاقة المتجددة الأخرى، يمكن توليد الطاقة الحرارية الأرضية باستمرار من دون أن تعتمد على الطقس. وتسهم الطاقة الحرارية الجوفية بحوالي 15٪ من الطاقة في الدولة.

## المعامل
سلسلة جبال الشمال البركانية في جواناكاستي هي المنطقة في كوستاريكا التي تتمتع بأكبر قدر من الإمكانات لتوليد الطاقة الحرارية الأرضية. ويحتوي حقل ميرافاليس الجيوحراري، الذي افتتح في عام 1994، على خمسة معامل وينتج عنه إنتاج 14٪ من قدرة النظام الكهربائي الوطني، أو حوالي 163 ميغاواط. تنتج محطة بايلاس للطاقة الحرارية الأرضية، التي تم إنشاؤها في يوليو 2011 ما مجموعه 55 ميجاوات وتقع خارج حديقة رينكون دي لا فيجا الوطنية مباشرةً. بركان رنسون هو بركان عمره 600,000 عام وهو الأكبر في المنطقة الشمالية الغربية من كوستاريكا. في عام 2014، وافقت حكومة كوستاريكا على تشريع لمشروع 958 مليون دولار للطاقة الحرارية الأرضية في المنطقة لتعويض اعتماد البلاد على الطاقة الكهرومائية.